# Nila Ibrahimi
Nila Ibrahimi (persa / dari / hazaragi: نیلا ابراهیمی; nacida en 2006 o 2007) es una activista adolescente de etnia hazara de Afganistán que aboga por los derechos de las niñas y mujeres afganas.
En marzo de 2021, después de que Afganistán prohibiera a las niñas y mujeres mayores de 12 años cantar en público, Ibrahimi grabó una canción de protesta y la publicó en línea, donde atrajo atención viral. Después de que los talibanes retomaron el control del país más tarde ese año, ella y su familia huyeron a Pakistán y luego a Canadá. Mientras estaba en Pakistán, Ibrahimi trabajó con la Fundación 30 Birds para recaudar dinero para evacuar a 200 niñas de Afganistán.
En Canadá, Ibrahimi y su hermano fundaron Her Story, una organización cuyo objetivo es compartir las historias de las niñas afganas y crear conciencia sobre los problemas que enfrentan.
El 19 de noviembre de 2024, ganó el Premio Internacional de la Paz Infantil, un premio que ha distinguido a individuos, entre ellos a la activista climática Greta Thunberg y Malala Yousafzai.